# Hypaspister
Hypaspister var grekiska elitsoldater i Alexander den stores armé, utrustade med spjut, svärd och sköld av grekisk typ (hoplon). De bar en lätt rustning varför de kunde förflytta sig snabbt. Frans G. Bengtsson har skrivit "Silversköldarna" som handlar just om dessa soldater.
Uppgiften för hypaspisterna, silversköldarna, skölddrabanterna eller den kungliga sköldbärarlivvakten var att i strid bilda en länk mellan falangen och Alexander den stores kavalleri och se till att denna inte bröts. De utnyttjades även för räder mot fästningar och städer. De stred där inte falangen kunde komma fram.